# Michael Fuith

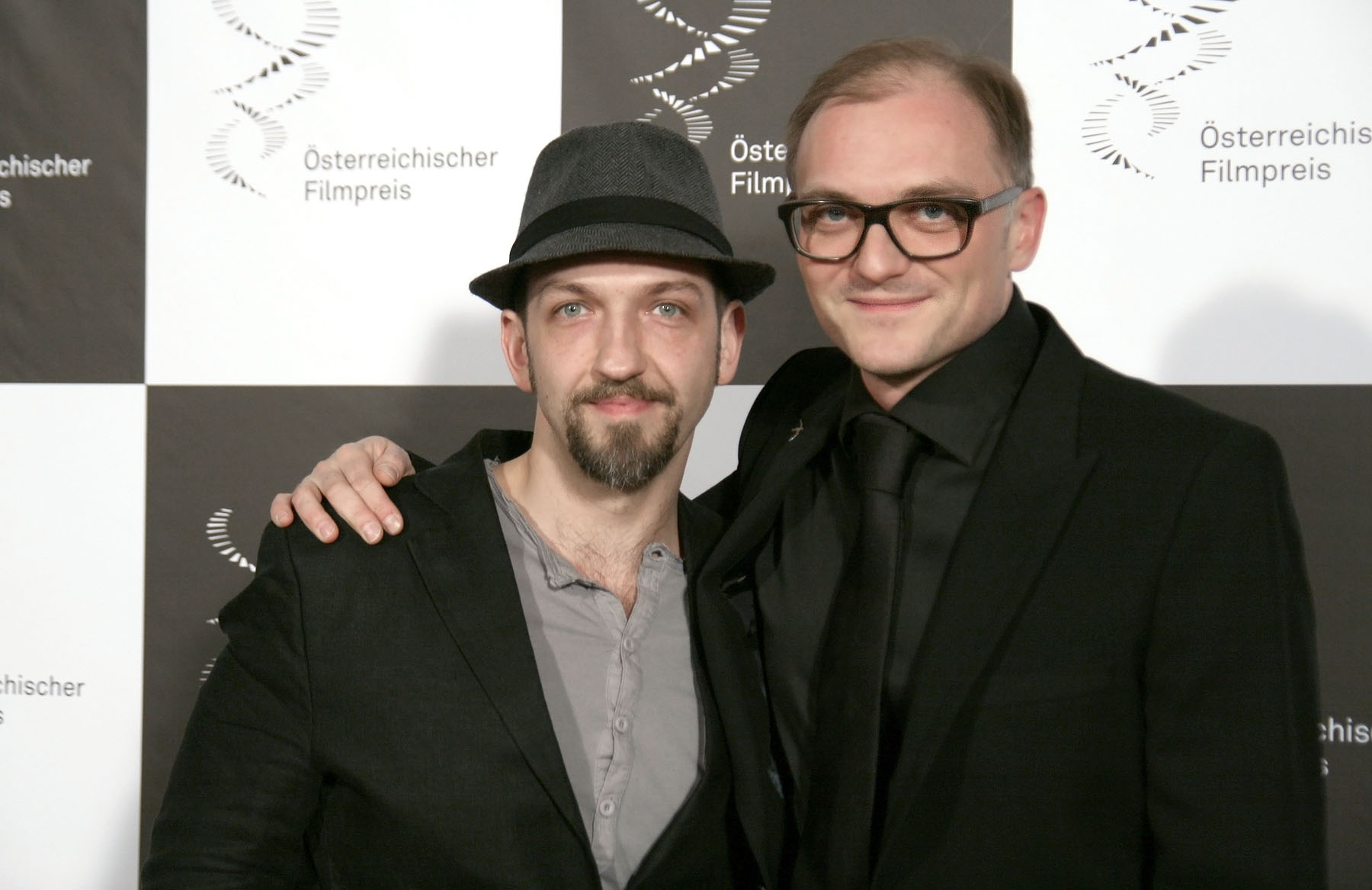
Michael Fuith (l.) mit Markus Schleinzer (2012)

Michael Fuith (* 1977 in Eisenstadt, Burgenland) ist ein österreichischer Schauspieler.

## Biografie
Michael Fuith wuchs in Sankt Margarethen im Burgenland zusammen mit seinen beiden Schwestern, darunter die Schauspielerin Simone Fuith, auf. Er absolvierte von 1998 bis 2001 ein Studium an der Wiener Schauspielschule Pygmalion. Bereits während dieser Ausbildung trat er auf diversen Bühnen in Wien und Umgebung auf.
2006 debütierte er im Spielfilm Kotsch mit der Rolle des Dalli an der Seite von Michael Ostrowski. Anno 2010 spielte er in dem deutschen Horrorfilm Rammbock eine Hauptrolle. Internationale Bekanntheit erlangte der Österreicher 2011 in Markus Schleinzers Drama Michael, in dem er den titelgebenden Protagonisten verkörpert: Michael, einen Mittdreißiger, der einen Knaben, Wolfgang, im Keller gefangen hält und dort sexuell missbraucht. Der Film ging im selben Jahr in Cannes in das Rennen um die Goldene Palme, wurde jedoch nicht prämiert. Michael Fuith spielte in diversen Fernsehproduktionen hauptsächlich Nebenrollen, unter anderem in der Serie Braunschlag.
Auf dem Filmfestival Max Ophüls Preis im Jahr 2012 wurde Fuith mit dem Darstellerpreis ausgezeichnet. 2013 stand er abermals für Rammbock Regisseur Marvin Kren vor der Kamera, er hatte in dem Science-Fiction und Das Ding aus einer anderen Welt Hommage Blutgletscher eine kleine Nebenrolle. Zudem hat er in dem Anthologie Beitrag von Kren für ABCs of Death 2, einen Cameo-Auftritt.

## Filmografie (Auswahl)
- 2006: Kotsch
- 2008: Das große Glück sozusagen
- 2010: Rammbock
- 2011: Michael
- 2011: Kebab mit Alles
- 2012: Kohlhaas oder die Verhältnismäßigkeit der Mittel
- 2012: Das Vermächtnis der Wanderhure
- 2012: Verfolgt – Der kleine Zeuge
- 2013: Blutgletscher
- 2013: Hattinger und die kalte Hand
- 2014: Blutsschwestern
- 2015: Tatort: Grenzfall
- 2015: LandKrimi – Kreuz des Südens
- 2015: Jack
- 2016: Das Geheimnis der Hebamme
- 2016: Deckname Holec
- 2016: Tatort: Die Kunst des Krieges
- 2017: Die beste aller Welten
- 2017: Schnell ermittelt – Dr. Knut Holm
- 2017: Kebab extra scharf!
- 2017: Das Testament
- 2018: Cops
- 2018: Der Pass
- 2019: M – Eine Stadt sucht einen Mörder (Fernsehserie)
- 2019: Südpol
- 2019: SOKO Donau – Gevatter Hein
- 2020: SOKO Kitzbühel – Grünes Feuer
- 2021: Die Toten von Salzburg – Treibgut
- 2022: Schächten
- 2022: Landkrimi – Steirerstern
- 2023: Wer wir einmal sein wollten
- 2024: Kopftuchmafia (Fernsehreihe)
- 2025: Zweitland

## Musikvideos
- 2018: Dealer´s Choice –  Prison